# Greencastle (Indiana)
La ville de Greencastle est le siège du comté de Putnam, situé dans l'Indiana, aux États-Unis. Pôle académique, elle accueille l'établissement d'enseignement universitaire privé DePauw.

## L'université DePauw

### Historique
Fondé en 1837 et dans un premier temps nommé Indiana Asbury University, d'après Francis Absury premier évêque américain de l'Église épiscopale méthodiste, l'établissement d'enseignement privé est une université d'arts libéraux. En 1840, Matthew Simpson, ami et conseiller d'Abraham Lincoln, en devient le premier président.
Conçue comme un lieu d'érudition réservé aux hommes, l'école finit par s'ouvrir à l'enseignement mixte avec les premières étudiantes inscrites en 1867. En 1884, l'établissement prend le nom d'Université DePauw en l'honneur de Washington C. DePauw, un généreux donateur de l'Université.

### Vie associative
L'université est riche en vie associative avec ses nombreuses fraternités étudiantes. En 2014, un classement de la Princeton Review sur l'ensemble des campus américains rangeait DePauw N°3 en termes d'adhésions à une fraternité et N°4 pour les sororités de leurs homologues féminines.
Le 6 mai 1909, un groupe d'étudiants en journalisme fonde la Sigma Delta Chi. L'association devient, en 1988, la  Society of Professional Journalists (SPJ), une référence nationale parmi la profession.

## Résidents notables

### Peal Bryan (vers 1874-1896)
Greencastle est la ville natale et de résidence de Pearl Bryan, dont l'assassinat par décapitation, en 1896, connaîtra de forts retentissements médiatiques et hommages musicaux à travers les États-Unis,. Sa dépouille, sans tête, repose dans la concession familiale du cimetière Forest Hill à Greencastle,,.

### Ed Eiteljorge (1871-1942)
Originaires du Royaume de Prusse, Ed Eiteljorge, ses parents et ses frères émigrent aux États-Unis et s'installent à Greencastle. Étudiant de l'université de la ville, il devient un des premiers joueurs de baseball de cette université à évoluer en ligue professionnelle (MLB). L'ensemble de la famille Eiteljorge repose au cimetière Forest Hill,.

## Cimetière Forest Hill
Établi en 1865, le Forest Hill Cemetery est un cimetière classé au registre américain des lieux historiques (en 2015). Il offre une superficie d'un demi kilomètre-carré aux défunt de Greencastle et ses environs. Parmi ses d'intérêt il faut compter l’abbaye de Forest Hill (1931), quatre cryptes familiales (vers 1880), le monument au Soldat (1870), le Monument des Filles de la révolution américaine (1915), ainsi que le jardin paysager du cimetière et le carré du Soldat.